# Matt Aragon
Matt Aragon é o sexto álbum de estúdio da banda Dogwood, lançado a 25 de Setembro de 2001.
Em 2002, o álbum recebeu o prémio "Best Punk Album" nos San Diego Music Awards.

## Faixas
1. "1983" - 3:26
2. "Nothing Is Everything" - 3:20
3. "Matt Aragon" - 2:41
4. "Lonely Road" - 2:25
5. "Juice" - 3:21
6. "Do or Die" - 3:41
7. "Point/Counterpoint" - 3:07
8. "Singular" - 2:08
9. "Challenger" - 1:06
10. "Reasoner" - 0:38
11. "A Hope Unseen" - 4:06
12. "For What Its Worth" - 3:20